# LGV Bordeaux–spanyol határ

A jövőbeli vonal három lehetőségének térképe. Zölddel az LGV Sud Europe Atlantique, feketével a jelenlegi vonal, amelyet kettőről négy vágányra lehetne bővíteni, valamint a Pau és Tarbes felé vezető mellékvonal. Kékkel a nyugati opció; pirossal a keleti opció és annak új állomása; lilával a közös törzsük

Az LGV Bordeaux–spanyol határ egy tervezett kétvágányú, nagysebességű 25 kV 50 Hz AC áramrendszerrel villamosított vasútvonal Bordeaux és a spanyol határ között.

## Története
2012. április 6-án a szállítási minisztérium jóváhagyta a vonal kialakítását Bordeaux-tól Toulouse-ig és a spanyol határig, képessé téve az infrastruktúra-irányítást egy nyilvános igény kidolgozására, ami szükséges a 2013 közepei indításhoz. Megnyitását eredetileg 2020-ra tervezték, majd későbbre halasztották. Az útvonal ki lett választva a négyévi konzultációt és tanulmányt követve, ami az eredeti elrendezés 40%-a felettinek látszott. Ez meghagyta a meglevő Bordeaux–Toulouse-vonalat Saint-Médard d’Eyrans közelében, majd fut tovább dél felé, aztán keletre 50 km-t egy háromszög alakú csomóponthoz érve Cudos közelében. Innen a 210 km-es Toulouse szárnyvonal délkeleti irányban halad, és csatlakozik a kereskedelmi hálózathoz Saint-Jorynál Toulouse-tól északra, folytatódva Agen és Montaubantól délre. A 240 km-es szárnyvonal a határig déli irányban fut, majd délnyugat irányban, hogy elhaladjon Mont-de-Marsan és Dax-tól északra, majd Bayonne-tól délre, hogy találkozzon a spanyol nagysebességű hálózattal, Iruntól délre. Dax és a határ között a vonal vegyes üzemű lesz, mind személy- mind áruszállítás zajlani fog a vonalon. A tervezési sebesség 320 km/h. Kapcsolódva a Toulouse–Bordeaux nagysebességű vonallal, az új vasút a jelenlegi leggyorsabb Párizs–Toulouse utazási időt egy órával, 3 óra 10 perc időtartamra csökkenti. A Bordeaux–Madrid-út pedig összesen 4 órányi lesz.
Megnyitása 2027 és 2032 között várható.